# Vipera magnifica
Vipera magnifica е вид змия от семейство Отровници (Viperidae). Видът е застрашен от изчезване.

## Разпространение и местообитание
Разпространен е в Русия.
Обитава планини, възвишения, склонове, каньони, ливади, крайбрежия и плажове.

## Описание
Популацията на вида е намаляваща.